# Wu-Tang Clan
Wu-Tang Clan (wym. /ˈwuːtæŋklæn/) – amerykańska grupa hip-hopowa założona pod koniec 1992 roku na nowojorskim Staten Island. Początkowo grupa składała się z dziewięciu członków — rapera i producenta RZA oraz raperów: GZA, Ghostface Killah, Method Mana, Raekwona, U-God, Ol’ Dirty Bastarda, Inspectah Decka i Masta Killa, a w późniejszych latach półoficjalnym członkiem został również Cappadonna. Wu-Tang Clan zasłynął z łączenia muzyki hip-hop z różnymi filozofiami wschodu, jak również islamem, w szczególności jego synkretycznym ruchem Pięcioprocentowców, do którego należy większość członków zespołu.
Wu-Tang Clan wymieniany jest jako jedna z najważniejszych i najbardziej wpływowych grup w historii muzyki rozrywkowej, plasując się na wielu listach. Ich debiutancki album, Enter the Wu-Tang (36 Chambers), uważany jest jeden z najważniejszych albumów hip-hopowych w historii i kamień milowy, który spopularyzował na nowo hip-hop ze Wschodniego Wybrzeża (zjawisko nazywane często po wieloletniej dominacji hip-hopu z Zachodniego Wybrzeża) oraz dał podwaliny pod takie gatunki jak hardcore hip-hop. W 2003 roku album uplasował się na 387. miejscu listy 500 albumów wszech czasów według magazynu Rolling Stone.

## Historia

### 1985–1992: All in Together Now i początki Wu-Tang Clanu

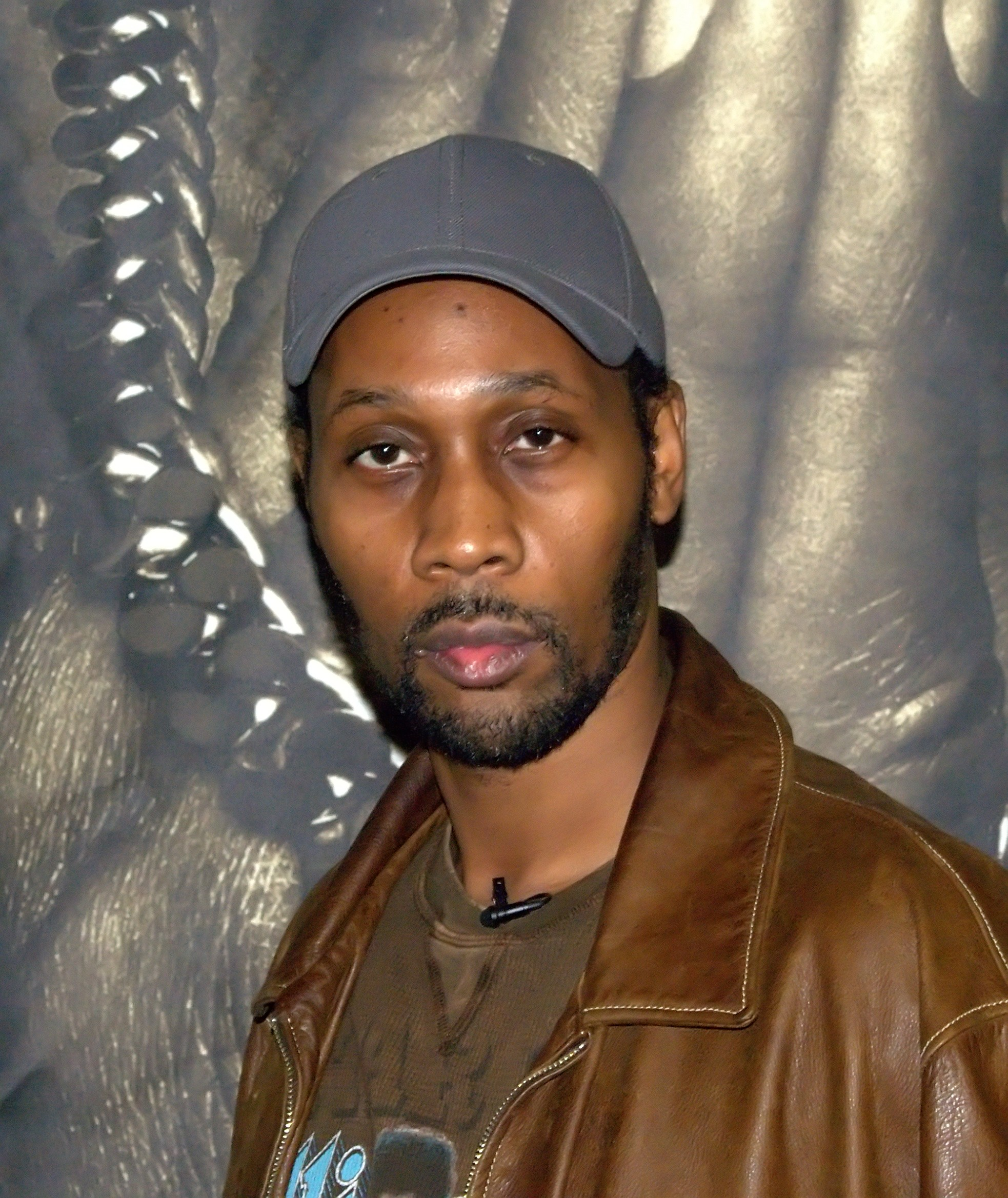
RZA – pomysłodawca i założyciel grupy

W połowie lat 80. raper/producent Robert „RZA” Diggs (ówcześnie znany pod pseudonimem The Scientist) oraz dwóch kuzynów, Gary „GZA” Grice (wtedy The Genius) oraz Russel „Ol’ Dirty Bastard” Jones (wtedy Ason Unique), stworzyli zespół o nazwie FOI: Force of the Imperial Master, która później zmieniła nazwę na All In Together Now. W wywiadzie dla hiphopcore.net RZA powiedział: „All In Together Now nigdy nie podpisało umowy z żądną wytwórnią. Ja, GZA i Ol’ Dirty Bastard mieliśmy grupę FOI: Force of the Imperial Master. Nagraliśmy utwór „All In Together Now”, który krążył na kasetach na całym Brooklynie, Staten Island, Nowym Jorku aż do samego Miami.”. W wydanej w 2007 roku książce Check the Technique: Liner Notes for Hip-Hop Junkies GZA opisał All In Together Now następującymi słowami:

W tamtym czasie z All in Together Now ja mieszkałem na Bed-Stuy [Brooklyn] i mój dom był miejscem schadzek. RZA przyjeżdżał ze Staten Island, a Dirty z East New York [na Brooklynie]. Ogólnie rzecz biorąc, więcej czasu spędzałem z ODB, ponieważ mieszkaliśmy w tej samej dzielnicy, ale bardzo często widywaliśmy się w trójkę. Chyba byłem bardziej zaangażowany niż reszta chłopaków, może dlatego, że byłem starszy. Miałem siedemnaście lat, a ODB trzynaście czy czternaście.”

W 1988 roku przy pomocy przyjaciela GZA, Melquana, członka grupy Divine Force, którego ojciec był właścicielem wytwórni Jamaica Records, RZA i GZA podpisali umowę z Jamaica Records, a Melquan został ich menadżerem. Dzięki układom z Jamaica Records GZA wynegocjował kontrakt na jeden album z Cold Chillin’ Records, a RZA podpisał umowę z Tommy Boy Records na singel z możliwością wydania albumu.
Melquan przedstawił GZA i RZA młodemu producentowi o pseudonimie Easy Mo Bee, który w tamtym okresie zadebiutował w wydanym w 1988 roku albumie It’s a Big Daddy Thing Big Daddy Kane’a. Za namową wytwórni i samego menadżera Easy Mo Bee zgodził się w dużej mierze wyprodukować debiutancki album GZA (wydany pod pseudonimem The Genius), zatytułowany Words from the Genius, który światło dzienne ujrzał w lutym 1991 roku. Z powodu bardzo słabej promocji albumu płyta przeszła prawie całkowicie bez echa, co nie pozwoliło na przedłużenie kontraktu z wytwórnią. W tym samym roku ukazał się debiutancki singel RZA (wydany pod pseudonimem Prince Rakeem), Ooh I Love You Rakeem. Podobnie jak przy albumie GZA RZA nie zyskał rozgłosu, a dodatkowo w późniejszych wywiadach narzekał na brak możliwości realizowania własnej wizji artystycznej, co było jednym z powodów powołania do życia Wu-Tang Clanu. U-God w swojej autobiografii napisał: „W Tommy Boy zdecydowali się na singel „Ooh I Love You Rakeem”. Było jasne, że wytwórnie próbowały powtórzyć sukces takich artystów, jak Big Daddy Kane czy Eric B. & Rakim.”
Po nieudanym debiucie RZA skupił się na stworzeniu nowego zespołu, z którym mógłby realizować się muzycznie. Od początku lat 90., na większą bądź mniejszą skalę, tworzył nagrania demo z każdym z członków nieistniejącej wtedy jeszcze grupy, jednocześnie zajmując się handlem narkotykami ze swoim kuzynem Ol’ Dirty Bastardem i Ghostface Killah w Steubenville w stanie Ohio. Pewnego dnia, podczas konfliktu między handlarzami narkotyków, doszło do strzelaniny, podczas której Ghostface został raniony w szyję, a RZA został oskarżony o próbę usiłowania zabójstwa jednego z dilerów, za co groziło mu 8 lat więzienia. Zeznając, że była to obrona konieczna, RZA został oczyszczony z zarzutów i od tamtego momentu postanowił w pełni poświęcić się muzyce. 1991 roku powstała pierwsza wersja utworu „Method Man”, który potem znalazł się na debiutanckim longplayu Wu-Tangu. W 1992 roku RZA przeprowadził się na Stapleton na Staten Island pod 234 Morningstar Road, gdzie kontynuował tworzenie pierwszych nagrań Wu-Tangu i gdzie zarejestrował swoją pierwszą wytwórnię Wu-Tang Production, Inc. W połowie 1992 roku RZA skompletował całą grupę (do grupy nie należał wtedy jeszcze Masta Killa), którą nazwał Wu-Tang Clan. Grupa nagrała swój pierwszy oficjalny singel, zatytułowany „Protect Ya Neck” (na stronie B znalazła się pierwsza wersja utworu „Tearz”, zatytułowana „After the Laughter Comes Tears”), który następnie został wydany własnym sumptem (numer katalogowy PR 234) przez Wu-Tang Records pod koniec 1992 roku. Utwór zyskał ogromną popularność w podziemiu muzycznym, co pozwoliło zostać zauważonym przez właścicieli wytwórni muzycznych, którzy chcieli podpisać kontrakt z zespołem. Zrażony poprzednimi doświadczeniami w przemyśle muzycznym, RZA zdecydował się podpisać kontrakt z wytwórnią, która zgodzi się zawrzeć umowę z całą grupą, natomiast każdy z członków indywidualnie będzie miał możliwość zawarcia kontraktu i wydawania własnej muzyki w innej wytwórni. Alvin Blanco w książce The Wu-Tang Clan and RZA: A Trip through Hip Hop’s 36 Chambers stwierdził, że „głównym celem planu Wu-Tang Clanu było to, by każdy członek mógł stać się gwiazdą solową na swoich własnych warunkach”.
Jedyną wytwórnią, która zgodziła się spełnić te warunki, była nowa wytwórnia Loud Records, założona przez Steve’a Rifkinda. Po finalizacji kontraktu z Loud Records Wu-Tang Clan rozpoczął pracę nad swoją debiutancką płytą.

### 1993–1996:Enter the Wu-Tang (36 Chambers)i pierwsze solowe projekty
W maju 1993 roku Loud Records zdecydował się dotłoczyć singel „Protect Ya Neck”, by promować zbliżającą się premierę albumu grupy, zmieniając stronę B z „After the Laughter Comes Tears” na „Method Man”. Pomimo nie najlepszych notowań na listach krajowych (40. miejsce na liście Hot R&B Songs), utwór odbił się szerokim echem w podziemiu, stając się hitem w lokalnych stacjach hip-hopowych w Stanach Zjednoczonych. W sierpniowym wydaniu magazynu The Source pierwsza zwrotka utworu otrzymała nagrodę Hip-Hop Quotable za najlepszą zwrotkę miesiąca. Po sukcesie singla grupa kontynuowała pracę nad płytą, która finalnie została wydana 9 listopada 1993 roku pod tytułem Enter the Wu-Tang (36 Chambers). Nazwa albumu została zaczerpnięta z dwóch filmów kung-fu, mianowicie Wejście smoka (ang. Enter the Dragon) oraz 36 komnata Shaolin (ang. The 36th Chamber of Shaolin). Wydawnictwo zadebiutowało na 41. miejscu notowania Billboard 200, rozchodząc się w nakładzie 30 tysięcy kopii w pierwszym tygodniu sprzedaży, co na ówczesne czasy nie było wysokim wynikiem, jednak uwzględniając koszt wyprodukowania albumu (36 tysięcy dolarów) umożliwiło dalszą promocję wydawnictwa.
Kolejnym singlem z albumu był utwór „C.R.E.A.M.”, który został wydany 31 stycznia 1994 roku i do którego został zrealizowany teledysk. Utwór zyskał ogromną popularność, stając się jednym z największych hitów grupy za sprawą refrenu, który stał się również kultowy w środowisku hip-hopowym, będąc samplowanym i interpolowanym przez innych artystów ponad 250 razy. Dodatkowo, wyraz „cream” wszedł do potocznego języka angielskiego oznaczając pieniądze. Krajową rozpoznawalność dał singlowi występ w programie Arsenio Hall, który U-God wspomina tak:

Noc występu w Arsenio Hall był szalona. […] Nasza sprzedaż była w porządku. Oscylowaliśmy w granicach 170 000 sztuk. Kiedy trafiliśmy z tym na ulice [z „C.R.E.A.M.”] i ludzie zobaczyli klip, wszystko się zmieniło. W ciągu kilku godzin „C.R.E.A.M.” pokrył się złotem. Dobiliśmy do 250 tysięcy sprzedanych sztuk, potem w ciągu tygodnia doszliśmy do 500 tysięcy sztuk, potem 700 tysięcy, potem 800 tysięcy i potem już odlecieliśmy zupełnie. Liczba wciąż rosła, najpierw do 1,2 miliona potem do 1,8 miliona sztuk. To był moment, w którym wiedzieliśmy, że nasze życie nie będzie już takie samo. Moje stare życie się skończyło.

Po sukcesie albumu każdy z raperów rozpoczął prace na albumami solowymi, które według założeń RZA miały ukazać się w różnych wytwórniach niezależnych od Loud Records, co miało ułatwić dominację na rynku amerykańskim. Na ówczesne czasy był to bezprecedensowy ruch, który RZA w swojej książce The Wu-Tang Manual określił „planem pięcioletnim” (ang. the five-year plan).
Pierwszym artystą, który rozpoczął działalność poza grupą, był sam RZA, który w 1994 roku wydał album 6 Feet Deep, nagrany razem z częścią side-projectu Gravediggaz, w którego skład wchodził również Prince Paul, znany z występów w grupie De La Soul, Poetic oraz Frukwan. Album był dużym kamieniem milowym w rozwoju podgatunku hip-hopu zwanego horrorcorem, jednak nie osiągnął ogromnego rozgłosu w głównym nurcie muzycznym.
Artystą, który jako pierwszy z grupy wydał solowy album, był Method Man, który 15 listopada 1994 roku zadebiutował albumem Tical.

### Logo Wu-Tang Clan

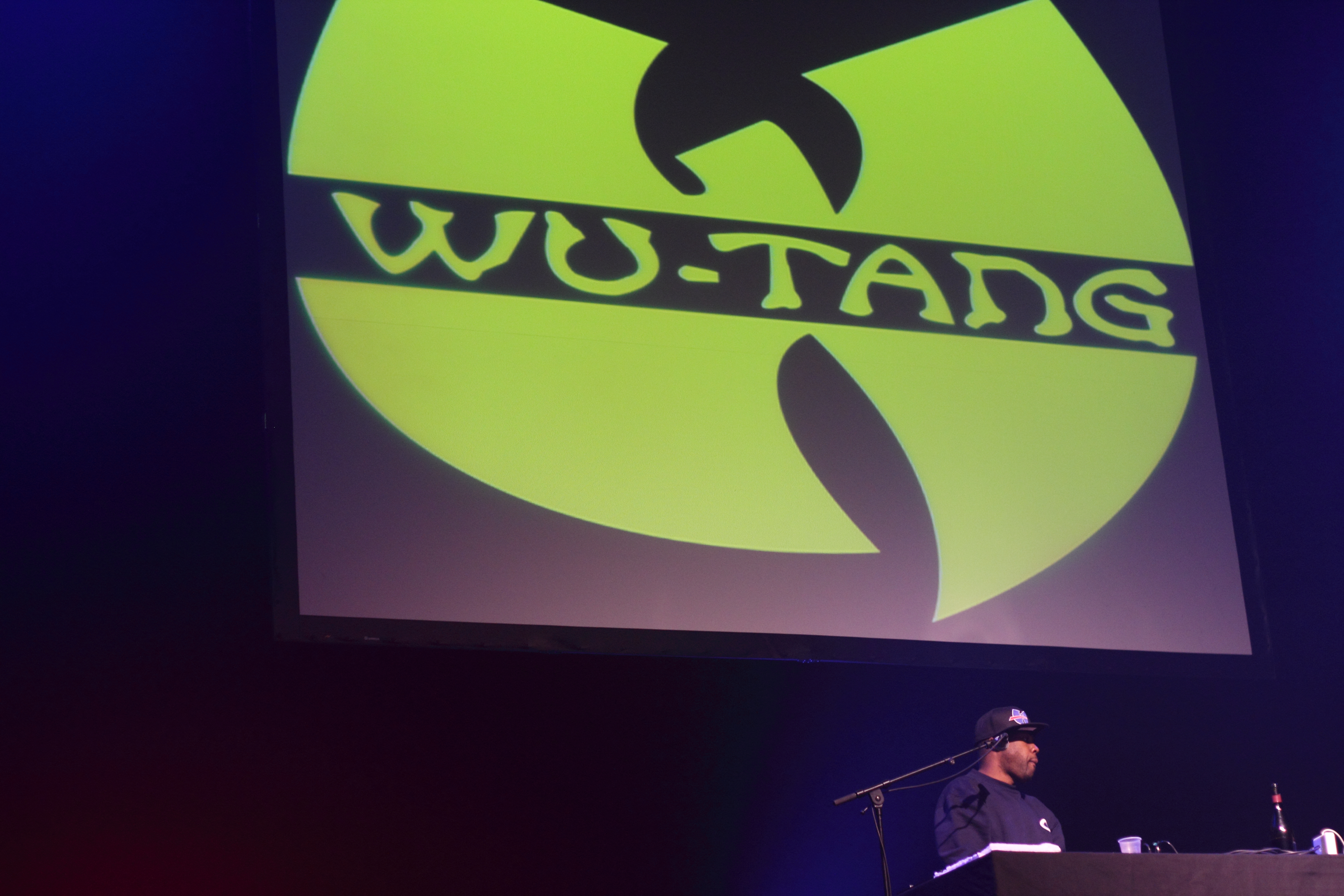
Logo Wu-Tang Clan i jego twórca Allah Mathematics podczas koncertu w Paryżu

Charakterystyczne logo grupy przedstawiające literę „W” zostało zaprojektowane przez wieloletniego przyjaciela i DJ-a grupy, a ówczesnego writera graffiti, Mathematicsa w 1992 roku. Zostało stworzone na prośbę RZA i miało znaleźć się na naklejkach promocyjnych grupy jeszcze przed wydaniem pierwszego singla. W 2017 roku Mathematics w wywiadzie dla CBC powiedział:

Wszystko zaczęło się od RZA, który był wtedy w Tommy Boy Records. Cała koncepcja, by to zrobić, chodziła mu po głowie jeszcze długo przed powstaniem Wu-Tangu. Mówił mi, „chcę zrobić naklejki promocyjne z napisem „Wu-Tang”. […] Zamiast robić cały napis „Wu-Tang”, czemu nie zrobimy samej litery „W” i niech dodatkowo będzie tam ścinana głowa lub coś w tym stylu?” Narysowałem tę literę „W”, z której wychodziła ręką trzymająca głowę jakiegoś gościa z dreadami i tryskającą krwią i pomyślałem wtedy, że to zbyt brutalne

Logo to zostało później użyte jako okładka do albumu demo grupy, znanego pod nazwą Wu-Tang Demo Tape, który wyciekł do Internetu na początku XXI wieku.
Pierwsze oficjalne logo Wu-Tang Clanu pojawiło się na okładce singla „Protect Ya Neck”, wydanego pod koniec 1992 roku i od tamtego czasu stało się znakiem rozpoznawalnym grupy. Symbol grupy uważany jest za jeden z najbardziej rozpoznawalnych w historii hip-hopu i wielokrotnie znajdował się na szczytach list najbardziej rozpoznawalnych logo.

## Muzycy

### Skład
- Cappadonna – raper (1999–2000; od 2007)
- Ghostface Killah – raper (od 1992)
- GZA – raper (od 1992)
- Inspectah Deck – raper, producent (od 1992)
- Masta Killa – raper (od 1993)

- Method Man – raper (od 1992)
- Ol’ Dirty Bastard – raper (1992–2004)
- Raekwon – raper (od 1992)
- RZA – raper, producent (od 1992)
- U-God – raper (od 1992)

## Dyskografia
- Enter the Wu-Tang (36 Chambers) (1993)
- Wu-Tang Forever (1997)
- The W (2000)
- Iron Flag (2001)
- 8 Diagrams (2007)
- A Better Tomorrow (2014)
- Once Upon a Time in Shaolin (2015)